# Epiphyllum hookeri subsp. columbiense
Epiphyllum hookeri subsp. columbiense, podvrsta kaktusa Epiphyllum hookeri iz Kostarike, Paname, Ekvadora, Kolumbije i Venezuele
- Porodica:  Cactaceae
- Preporučena temperatura:  10-12°C
- Tolerancija hladnoće:   ne podnosi hladnoću
- Minimalna temperatura: 12°C
- Izloženost suncu:  treba biti na svjetlu
- Porijeklo: Kostarika, Venezuela i Ekvador
- Potrebnost vode:   što je manje moguće vode ,treba dobru drenažu

## Sinonimi
- Epiphyllum columbiense (F.A.C.Weber) Dodson & A.H.Gentry
- Epiphyllum phyllanthus var. columbiense (F.A.C.Weber) Backeb.
- Phyllocactus phyllanthus var. columbiensis F.A.C.Weber

## Vanjske poveznice
|  | Wikivrste imaju podatke o taksonu Epiphyllum hookeri subsp. columbiense |